# Амірджанов Артем Гарегінович
Артем Гарегінович Амірдж́анов (нар. 24 серпня 1930, Баку) — радянський вчений в галузі фізіології винограду. Доктор біологічних наук з 1980 року.

## Біографія
Народився 24 серпня 1930 року в Баку. 1959 року закінчив Кримський сільськогосподарський інститут імені М. І. Калініна. Член КПРС з 1960 року. З 1960 року на науково-дослідній і керівній роботі. З 1983 року завідувач лабораторією фізіології і агрохімії Всесоюзного науково-дослідного інституту виноробства і виноградарства «Магарач». 

## Наукова діяльність
Вченим вивчені динамічні взаємозв'язки між компонентами продукційного процесу виноградного куща з моменту надходження сонячної радіації до запасання органами енергії в його річній продукції. Результати досліджень служать теоретичною основою для оцінки сортів винограду за ознакою продуктивності, створення оптимальних за структурою та архітектури рослин високопродуктивних виноградників, а також для одержання програмованих врожаїв по раціональним технологічних схем. Автор 50 наукових робіт. Серед них:
- Фізіологічні аспекти оптимізації процесу формування врожаю винограду. — Тр. / ВНДІВіВ «Магарач», 1978, т. 19;
- Сонячна радіація та продуктивність виноградника. — Л., 1980;
- Про оцінку сортів винограду за ознакою продуктивності. — Садівництво, виноградарство і виноробство Молдавії, 1983, № 3.